# Asturias Hub de Defensa
Asturias Hub de Defensa es la marca de la Asociación Empresarial de Tecnología de Asturias para el Desarrollo de la Industria de la Defensa – Iniciativa “Ingeniero González Hontoria”, una asociación empresarial constituida en 2022 por las empresas constituyentes Danima Ingeniería Ambiental, Expal Systems, Nanoker Research, Ingeniacity, Svmac Ingeniería Sistemas y Vehículos, Triditive, Adaro Tecnología, Estampaciones y Decoletajes Rodisa, Pixelshub, SR7, Alisys Digital, Integral Thermal Shield, Verot, Itemat Mecanización, Militex, Industrial Olmar, ArcelorMittal Investigación e Inversión, Oxiplant, y Microviable Therapeutics. Está presidida por Santa Bárbara Sistemas SAU y ocupa la secretaría la Fundación Centro Tecnológico Idonial. Su denominación social incluye el nombre de José González Hontoria, en homenaje a sus desarrollos innovadores realizados en sistemas de artillería y que tuvo un gran vínculo con Asturias ya que desarrolló sus más importantes invenciones en la Fábrica de Armas de Trubia y porque contrajo matrimonio en esa misma localidad.
Tras la incorporación paulatina de nuevos miembros, en 2025 ya pertenecían a la asociación 53 empresas.